# Does This Look Infected?
| Críticas profissionais | Críticas profissionais |
| Pontuações agregadas   | Pontuações agregadas   |
| Fonte                  | Avaliação              |
| ---------------------- | ---------------------- |
| Metacritic             | 75/100                 |
| Avaliações da crítica  |                        |
| Fonte                  | Avaliação              |
| allmusic               | [ 2 ]                  |
| Entertainment Weekly   | (B-)                   |
| NME                    | (7/10)                 |

Does This Look Infected? (em português:  Isso Parece Infectado?) é o segundo álbum de estúdio da banda Sum 41, lançado em 26 de Novembro de 2002 pela gravadora Island Records. Esse é o único álbum do Sum 41 com um adesivo de Parental Advisory. Ele foi lançado em duas versões, uma versão explícita e uma versão clean (limpa). 
A capa de Does This Look Infected? mostra Steve Jocz vestido como zumbi. A capa foi escolhida meses antes do título existir. O álbum quase foi adiado pela gravadora, porque os membros da banda não tinham um nome para ele na hora. Deryck de repente pensou no nome Does This Look Infected?; a banda inteira riu da ideia e escolheram como o título do álbum. 
A versão não editada inclui um DVD bônus, "Cross the T's and Gouge Your I's". O DVD tem imagens do álter ego da banda Sum 41, "Pain for Pleasure", intitulado "Reign in Pain", e vários segmentos humorísticos como "Going Going Gonorrhea", "Campus Invasion" e "Pizza Heist and Other Crap". Também estão incluídos no DVD são as faixas do Pain for Pleasure "Reign in Pain" e "WWVII Parts 1 & 2", as canções da banda Autopilot Off "Long Way to Fall" e "Nothing Frequency", as canções da banda No Warning "Short Fuse" e "Ill Blood" e alguns links. "Food" e "Yesterday.com" eram títulos de trabalho para a música "No Brains". A canção "Still Waiting" foi destaque no jogo de horror-ação, ObsCure, juntamente com várias outras canções do Sum 41. "Still Waiting" também foi destaque no jogo Test Drive: Eve of Destruction.

## Singles
"Still Waiting", o primeiro single, foi lançado em 2002. Em uma entrevista a MTV, Deryck Whibley disse: "Não é diretamente sobre o 11/9 ou a guerra contra o terrorismo. É sobre a guerra em tudo. É sobre o mundo como nós o conhecemos. Não é segredo que o mundo não se dá bem e há todo esse ódio.  É tudo a ver com a forma como este mundo funciona."
Um videoclipe foi feito para a canção e foi dirigido por Marc Klasfeld. O vídeo é uma paródia do videoclipe "Last Night" da banda The Strokes.
"The Hell Song", o segundo single, foi lançado em 2003. A canção é sobre um amiga de Deryck que contraiu HIV através de um namorado que a traia. A canção foi terminada 30 minutos após Deryck saber da doença da amiga. O videoclipe mostra a banda utilizando bonecos com as suas fotos sobre eles e outros, como Ozzy Osbourne e Pamela Anderson. 
"Over My Head (Better Off Dead)", terceiro e último single, não entrou em nenhuma parada musical. Sobre a canção, Deryck declarou: ""Não se trata de estar f---ido ou bêbado. É mais sobre o resultado quando você está ouvindo tudo o que você acabou de fazer noite passada, e você fica tipo, 'Ah, f---, eu estaria melhor morto'. Eu não me arrependo de nenhuma das coisas que eu faço e eu não me importo de fazê-las, eu só odeio ouvir sobre isso. Sendo dito todas as manhãs, 'Cara, o que você fez na noite passada?' me deixa louco." O videoclipe foi lançado exclusivamente no Canadá e no site da banda, com imagens ao vivo da banda. O vídeo também apareceu no DVD ao vivo, Sake Bombs and Happy Endings (2003), como um bônus.

## Faixas
| N.º | Título                           | Duração |  |
| 1.  | "The Hell Song"                  | 3:18    |  |
| 2.  | "Over My Head (Better Off Dead)" | 2:29    |  |
| 3.  | "My Direction"                   | 2:02    |  |
| 4.  | "Still Waiting"                  | 2:38    |  |
| 5.  | "A.N.I.C."                       | 0:37    |  |
| 6.  | "No Brains"                      | 2:46    |  |
| 7.  | "All Messed Up"                  | 2:44    |  |
| 8.  | "Mr. Amsterdam"                  | 2:56    |  |
| 9.  | "Thanks for Nothing"             | 3:04    |  |
| 10. | "Hyper-Insomnia-Para-Condrioid"  | 2:32    |  |
| 11. | "Billy Spleen"                   | 2:32    |  |
| 12. | "Hooch"                          | 3:28    |  |

Faixas Bônus
| N.º | Título                                                              | Duração |  |
| 13. | "Reign in Pain (Heavy Metal Jamboree)" (faixa bônus no Reino Unido) | 2:55    |  |
| 14. | "WWVII Parts I & II" (faixa bônus no Reino Unido e Japão)           | 5:09    |  |

## Desempenho nas paradas musicais
Álbum
| Parada musical (2002/2003)           | Melhor posição |
| ------------------------------------ | -------------- |
| Alemanha (Media Control Charts)      | 58             |
| Áustria (Ö3 Austria Top 40 Longplay) | 49             |
| Bélgica (Ultratop Albums - Flandres) | 49             |
| Bélgica (Ultratop Albums - Valônia)  | 49             |
| Canadá (Canadian Albums Chart)       | 8              |
| Japão (Oricon)                       | 12             |
| Estados Unidos (Billboard 200)       | 32             |
| França (SNEP)                        | 28             |
| Reino Unido (UK Albums Chart)        | 39             |
| Suécia (Sverigetopplistan)           | 41             |
| Suíça (Schweizer Hitparade)          | 17             |

Singles
| Ano  | Single          | Tabela                                   | Posição |
| ---- | --------------- | ---------------------------------------- | ------- |
| 2002 | "Still Waiting" | Alemanha (Germany Top 100 Singles)       | 90      |
| 2002 | "Still Waiting" | Estados Unidos (Alternative Songs)       | 7       |
| 2002 | "Still Waiting" | Irlanda (IRMA)                           | 20      |
| 2002 | "Still Waiting" | Itália (FIMI)                            | 22      |
| 2002 | "Still Waiting" | Reino Unido (UK Singles Chart)           | 16      |
| 2003 | "The Hell Song" | Bélgica (Ultratop 50 Singles - Flandres) | 9       |
| 2003 | "The Hell Song" | Estados Unidos (Alternative Songs)       | 13      |
| 2003 | "The Hell Song" | Itália (FIMI)                            | 50      |
| 2003 | "The Hell Song" | Reino Unido (UK Singles Chart)           | 35      |

## Certificações
| Canadá (Music Canada)                     | Platina | 18 de dezembro de 2002 | 100.000  |
| Estados Unidos (RIAA)                     | Ouro    | 30 de janeiro de 2003  | 500.000* |
| Reino Unido (BPI)                         | Ouro    | 22 de julho de 2013    | 100.000* |
| *número de vendas baseado na certificação |         |                        |          |